# NGC 672
NGC 672 je spirální galaxie s příčkou v souhvězdí Trojúhelníku. Její zdánlivá jasnost je 10,7m a úhlová velikost 6,0′ × 2,4′. Je vzdálená 25 milionů světelných let, průměr má 35 000 světelných let. Galaxii objevil 26. října 1786 William Herschel.
Galaxie tvoří s jí blízkou galaxií IC 1727 gravitačně vázanou dvojici Holm 46. Vzdálenost mezi galaxiemi dvojice je 90 000 světelných let. 